# Dagmar Vermeulen
Dagmar Vermeulen (* 3. Dezember 1975 in Oosterbeek) ist eine ehemalige niederländische Squashspielerin.

## Karriere
Dagmar Vermeulen war von 2001 bis 2011 auf der WSA World Tour aktiv und erreichte ihre beste Platzierung in der Weltrangliste mit Rang 70 im September 2007. Mit der niederländischen Nationalmannschaft nahm sie 2008 zunächst an der Europameisterschaft teil und erreichte mit der Mannschaft das Finale, das sie gegen England verlor. Im Anschluss wurde sie im selben Jahr auch für die Europameisterschaft im Einzel nominiert. Bei dieser schied sie im Achtelfinale gegen Camille Serme aus. Ende des Jahres 2008 gehörte sie schließlich auch zum niederländischen Kader bei der Weltmeisterschaft, die die Mannschaft auf dem siebten Rang abschloss. Dreimal startete Vermeulen in der Qualifikation für die Weltmeisterschaft im Einzel, ohne jedoch ins Hauptfeld einziehen zu können.

## Erfolge
- Vizeeuropameisterin mit der Mannschaft: 2008